# Litargus adumbratus
Litargus adumbratus es una especie de coleóptero de la familia Mycetophagidae.

## Distribución geográfica
Habita en Malasia.